# Фовіль-ан-Ко
Фові́ль-ан-Ко (фр. Fauville-en-Caux) — колишній муніципалітет у Франції, у регіоні Нормандія, департамент Приморська Сена. Населення — 2222 осіб (2011).
Муніципалітет був розташований на відстані близько 160 км на північний захід від Парижа, 45 км на північний захід від Руана.

## Історія
До 2015 року муніципалітет перебував у складі регіону Верхня Нормандія. Від 1 січня 2016 року належав до нового об'єднаного регіону Нормандія.
1 січня 2017 року Фовіль-ан-Ко, Озувіль-Обербоск, Беннето, Бермонвіль, Рикарвіль, Сен-П'єрр-Лаві i Сент-Маргерит-сюр-Фовіль було об'єднано в новий муніципалітет Терр-де-Ко.

## Демографія
Динаміка населення (Ehess і INSEE ):
Розподіл населення за віком та статтю (2006):
| Стать | Всього | До 15 років | 15-24 | 25-44 | 45-64 | 65-85 | Понад 85 |
| --- | ------ | ----------- | ----- | ----- | ----- | ----- | -------- |
| Чоловіки | 971    | 190         | 165   | 228   | 231   | 132   | 25       |
| Жінки | 1148   | 178         | 185   | 237   | 194   | 264   | 90       |
| \| Статево-вікова піраміда \| Статево-вікова піраміда \| Статево-вікова піраміда \| \| ----------------------- \| ----------------------- \| ----------------------- \| \| Чоловіки \| Вік \| Жінки \| \| 25 \| 85 + \| 90 \| \| 33 \| 80-84 \| 86 \| \| 25 \| 75-79 \| 83 \| \| 41 \| 70-74 \| 33 \| \| 33 \| 65-69 \| 62 \| \| 50 \| 60-64 \| 54 \| \| 74 \| 55-59 \| 62 \| \| 41 \| 50-54 \| 37 \| \| 66 \| 45-49 \| 41 \| \| 41 \| 40-44 \| 91 \| \| 54 \| 35-39 \| 50 \| \| 79 \| 30-34 \| 50 \| \| 54 \| 25-29 \| 46 \| \| 74 \| 20-24 \| 103 \| \| 91 \| 15-20 \| 82 \| \| 54 \| 10-14 \| 62 \| \| 66 \| 5-9 \| 46 \| \| 70 \| 0-4 \| 70 \| |        |             |       |       |       |       |          |
| Статево-вікова піраміда |        |             |       |       |       |       |          |
| Чоловіки | Вік    | Жінки       |       |       |       |       |          |
| 25 | 85 +   | 90          |       |       |       |       |          |
| 33 | 80-84  | 86          |       |       |       |       |          |
| 25 | 75-79  | 83          |       |       |       |       |          |
| 41 | 70-74  | 33          |       |       |       |       |          |
| 33 | 65-69  | 62          |       |       |       |       |          |
| 50 | 60-64  | 54          |       |       |       |       |          |
| 74 | 55-59  | 62          |       |       |       |       |          |
| 41 | 50-54  | 37          |       |       |       |       |          |
| 66 | 45-49  | 41          |       |       |       |       |          |
| 41 | 40-44  | 91          |       |       |       |       |          |
| 54 | 35-39  | 50          |       |       |       |       |          |
| 79 | 30-34  | 50          |       |       |       |       |          |
| 54 | 25-29  | 46          |       |       |       |       |          |
| 74 | 20-24  | 103         |       |       |       |       |          |
| 91 | 15-20  | 82          |       |       |       |       |          |
| 54 | 10-14  | 62          |       |       |       |       |          |
| 66 | 5-9    | 46          |       |       |       |       |          |
| 70 | 0-4    | 70          |       |       |       |       |          |

## Економіка
2010 року серед 1258 осіб працездатного віку (15—64 років) 903 були активними, 355 — неактивними (показник активності 71,8%, у 1999 році було 67,3%). З 903 активних мешканців працювало 817 осіб (454 чоловіки та 363 жінки), безробітними було 86 (36 чоловіків та 50 жінок). Серед 355 неактивних 95 осіб було учнями чи студентами, 145 — пенсіонерами, 115 були неактивними з інших причин.

У 2010 році в муніципалітеті числилось 958 оподаткованих домогосподарств, у яких проживали 2087,5 особи, медіана доходів виносила 17 713 євро на одного особоспоживача